# Phjongi vonal
A Phjongi vonal (hangul: 평의선, Phjongiszon, handzsa: 平義線, RR: P'yŏngŭisŏn) vasútvonal Észak-Koreában a Koreai Államvasutak üzemeltetésében, mely Phenjant (P'yŏngyangot) köti össze Sinidzsu (Sinŭiju)val. A Jalu (Yalu) feletti Kínai-Koreai Barátság-hídon áthaladva kapcsolódik a Sentan (Shendan) vonalhoz, amely Tantung (Dandong), Senjang (Shenyang) majd Peking (Beijing) felé halad tovább.
Repüléstől való félelme miatt kínai látogatásai alkalmából ezen a vasútvonalon utazott Kim Dzsongil (Kim Jŏng-il) hajdani vezető, és itt történt a rjongcshoni (ryongch'ŏn-i) vasúti szerencsétlenség.

## Állomások
| Állomás neve                              | Hangul     | Handzsa (Hanja) | Átszállás                                                                                       | Táv. (km) | Teljes Táv. | Hely                      | Hely                                   |
| ----------------------------------------- | ---------- | --------------- | ----------------------------------------------------------------------------------------------- | --------- | ----------- | ------------------------- | -------------------------------------- |
| Phenjan (P'yŏngyang)                      | 평양       | 平壤            | Phjongbu (P'yŏngbu) v. Phjongnam (P'yŏngnam) v. Phjongna (P'yŏngra) v. Phjongdok (P'yŏngdŏk) v. | -         | 0,0         | Phenjan (P'yŏngyang)      | Csung-kujok (Chung-kuyŏk)              |
| Szophjongjang (Sŏp'yŏngyang)              | 서평양     | 西平壤          |                                                                                                 | 4,7       | 4,7         | Phenjan (P'yŏngyang)      | Szoszong-kujok (Sŏsŏng-kuyŏk)          |
| Szopho (Sŏp'o)                            | 서포       | 西浦            | Rjongszong (Ryongsŏng) v.                                                                       | 6,4       | 11,1        | Phenjan (P'yŏngyang)      | Hjongdzseszan-kujok (Hyŏngjesan-kuyŏk) |
| Kalli (Kalli)                             | 간리       | 間里            | Sidzsong (Sijŏng) felé                                                                          | 8,1       | 19,2        | Phenjan (P'yŏngyang)      | Hjongdzseszan-kujok (Hyŏngjesan-kuyŏk) |
| Szunan (Sunan)                            | 순안       | 順安            |                                                                                                 | 6         | 25,2        | Phenjan (P'yŏngyang)      | Szunan-kujok (Sunan-kuyŏk)             |
| Szogam (Sŏgam)                            | 석암       | 石岩            |                                                                                                 | 8,3       | 33,5        | Dél-Phjongan (P'yŏngan)   | Phjongvon (P'yŏngwŏn) megye            |
| Opha (Ŏp'a)                               | 어파       | 漁波            |                                                                                                 | 7,6       | 41,1        | Dél-Phjongan (P'yŏngan)   | Phjongvon (P'yŏngwŏn) megye            |
| Szukcshon (Sukch'ŏn)                      | 숙천       | 肅川            |                                                                                                 | 10,8      | 51,9        | Dél-Phjongan (P'yŏngan)   | Szukcshon (Sukch'ŏn) megye             |
| Niszo (Nisŏ) (zárva)                      | 니서       | 泥西            |                                                                                                 | 5,9       | 57,8        | Dél-Phjongan (P'yŏngan)   | Mundok (Mundŏk) megye                  |
| Mundok (Mundŏk)                           | 문덕       | 文德            | Andzsu (Anju) szénbánya v.                                                                      | 4,4       | 62,2        | Dél-Phjongan (P'yŏngan)   | Mundok (Mundŏk) megye                  |
| Tegjo (Taegyo)                            | 대교       | 大橋            |                                                                                                 | 8,3       | 70,5        | Dél-Phjongan (P'yŏngan)   | Andzsu (Anju)                          |
| Sinandzsu cshongnjon (Sinanju ch'ŏngnyŏn) | 신안주청년 | 新安州靑年      | Kecshon (Kaech'ŏn) v.                                                                           | 5,2       | 75,7        | Dél-Phjongan (P'yŏngan)   | Andzsu (Anju)                          |
| Cshongcshongang (Ch'ŏngch'ŏngang)         | 청천강     | 淸川江          | Namhung (Namhŭng) v.                                                                            | 4         | 79,7        | Észak-Phjongan (P'yŏngan) | Pakcshon (Pakchŏn) megye               |
| Mengdzsungni (Maengjungri)                | 맹중리     | 孟中里          | Pakcshon (Pakch'ŏn) v.                                                                          | 2         | 81,7        | Észak-Phjongan (P'yŏngan) | Pakcshon (Pakchŏn) megye               |
| Undzson (Unjŏn)                           | 운전       | 雲田            |                                                                                                 | 7,4       | 89,1        | Észak-Phjongan (P'yŏngan) | Undzson (Unjŏn) megye                  |
| Unam (Unam)                               | 운암       | 雲岩            |                                                                                                 | 13        | 102,1       | Észak-Phjongan (P'yŏngan) | Undzson (Unjŏn) megye                  |
| Koup (Koŭp)                               | 고읍       | 古邑            |                                                                                                 | 8,5       | 110,6       | Észak-Phjongan (P'yŏngan) | Csongdzsu (Chŏngju)                    |
| Csongdzsu cshongnjon (Chŏngju ch'ŏngnyŏn) | 정주청년   | 定州靑年        | Phjongbuk (P'yŏngbuk) v.                                                                        | 12,8      | 123,4       | Észak-Phjongan (P'yŏngan) | Csongdzsu (Chŏngju)                    |
| Hadan (Hadan)                             | 하단       | 下端            |                                                                                                 | 4,7       | 128,1       | Észak-Phjongan (P'yŏngan) | Csongdzsu (Chŏngju)                    |
| Kvakszan (Kwaksan)                        | 곽산       | 郭山            |                                                                                                 | 7,9       | 136,0       | Észak-Phjongan (P'yŏngan) | Kvakszan (Kwaksan) megye               |
| Roha (Roha)                               | 로하       | 路下            |                                                                                                 | 11,6      | 147,6       | Észak-Phjongan (P'yŏngan) | Kvakszan (Kwaksan) megye               |
| Szoncshon (Sŏnch'ŏn)                      | 선천       | 宣川            |                                                                                                 | 9,3       | 156,9       | Észak-Phjongan (P'yŏngan) | Szoncshon (Sŏnch'ŏn) megye             |
| Cshonggang (Ch'ŏnggang)                   | 청강       | 晴江            |                                                                                                 | 10,1      | 167,0       | Észak-Phjongan (P'yŏngan) | Tongnim (Tongrim) megye                |
| Tongnim (Tongrim)                         | 동림       | 東林            |                                                                                                 | 10,8      | 177,8       | Észak-Phjongan (P'yŏngan) | Tongnim (Tongrim) megye                |
| Jomdzsu (Yŏmju)                           | 염주       | 鹽州            | Pengma (Paekma) v.                                                                              | 13,4      | 191,2       | Észak-Phjongan (P'yŏngan) | Jomdzsu (Yŏmju) megye                  |
| Szudzsong (Sujŏng) (1944 óta zárva)       | 수정       | 壽亭            |                                                                                                 | 4,3       | 195,5       | Észak-Phjongan (P'yŏngan) | Jomdzsu (Yŏmju) megye                  |
| Nedzsung (Naejung)                        | 내중       | 內中            |                                                                                                 | 3,4       | 198,9       | Észak-Phjongan (P'yŏngan) | Jomdzsu (Yŏmju) megye                  |
| Tangnjong (Tangryŏng) (1944 óta zárva)    | 당령       | 堂嶺            |                                                                                                 | 2,8       | 201,7       | Észak-Phjongan (P'yŏngan) | Jomdzsu (Yŏmju) megye                  |
| Rjongdzsu (Ryongju)                       | 룡주       | 龍州            | Taszado (Tasado) v.                                                                             | 3         | 204,7       | Észak-Phjongan (P'yŏngan) | Rjongcshon (Ryongch'ŏn) megye          |
| Rjongcshon (Ryongch'ŏn)                   | 룡천       | 龍川            |                                                                                                 | 5,1       | 209,8       | Észak-Phjongan (P'yŏngan) | Rjongcshon (Ryongch'ŏn) megye          |
| Ribam (Ribam) (zárva)                     | 립암       | 立巖            |                                                                                                 | 3,3       | 213,1       | Észak-Phjongan (P'yŏngan) | Rjongcshon (Ryongch'ŏn) megye          |
| Ragvon (Ragwŏn)                           | 락원       | 樂園            | Pengma (Paekma) v.                                                                              | 3,8       | 216,9       | Észak-Phjongan (P'yŏngan) | Sinidzsu (Sinŭiju)                     |
| Namsinidzsu (Namsinŭiju)                  | 남신의주   | 南新義州        | Tokhjon (Tŏkhyŏn) v.                                                                            | 3         | 219,9       | Észak-Phjongan (P'yŏngan) | Sinidzsu (Sinŭiju)                     |
| Sinidzsu cshongnjon (Sinŭiju ch'ŏngnyŏn)  | 신의주청년 | 新義州靑年      | Kangan (Kangan) v. Sentan (Shendan) v.                                                          | 5,2       | 225,1       | Észak-Phjongan (P'yŏngan) | Sinidzsu (Sinŭiju)                     |